# Thomas Street
Thomas Street (auch Streete; * 1621; † 1689) war ein englischer Astronom. 

## Leben
Thomas Streets genaue Lebensdaten sind offenbar nicht eindeutig geklärt. Nach John Aubrey soll er am 5. März 1621 im schottischen Castle Lyons geboren und am 17. August 1689 in der Canon Row in Westminster gestorben sein. Er war Elias Ashmoles Angestellter im Akzise-Büro. 
Auf Basis der Kepler-Bewegung der Planeten um die Sonne errechnete Street Planetentafeln, die er zusammen mit theoretischen Überlegungen über die Bewegung der Gestirne in mehreren Werken veröffentlichte.
Der Mondkrater Street ist nach ihm benannt.

## Schriften (Auswahl)
- Astronomia Carolina. A new theorie of the coelestial motions. Lodowick Lloyd, London 1661 (Digitalisat).
- Appendix to Astronomia Carolina. 1664 (mit Planetentabellen)
- Description and Use of the Planetary Systeme together with Easie Tables. 1674.
- Tables of Projection. 1674 (für Artillerie; aufbauend auf einer Arbeit von Robert Anderson)